# Minio (famiglia)
I Minio furono una famiglia patrizia veneziana, annoverata fra le cosiddette Case Nuove.

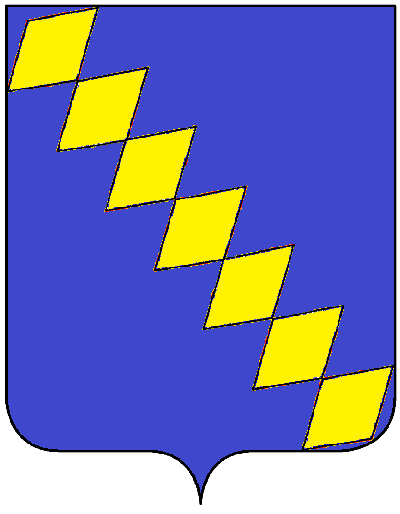
Stemma Minio

## Storia
Secondo la tradizione, i Minio si trasferirono in laguna da Altino, città dalla quale sarebbero fuggiti nel V secolo per scampare ai saccheggi degli Unni di Attila. Si sarebbero rifugiati inizialmente a Mazzorbo, e solo successivamente un certo Paolo Minio (considerato il capostipite del casato) si stabilì a Venezia verso il 790; qui questo casato diede alla città antichi tribuni.
Membri dell'antico Consilium cittadino, furono tra le famiglie incluse nel Maggior Consiglio all'epoca della serrata del 1297. Vari membri di questa casa ricoprirono importanti incarichi tanto in ambito civile quanto in ambito militare; tra di essi, un Bartolomeo di Lorenzo Minio si distinse per il particolare ardore con cui combatté i Turchi nella difesa di Negroponte; si ricordano, inoltre, e ben quattro podestà di Capodistria.
All'epoca della caduta della Serenissima, nel 1797, quest'antica casa risultava essere divisa in cinque differenti rami. Uno di questi si estinse, con ogni probabilità, prima del 1830, non comparendo tra le vecchie famiglie patrizie venete riconosciute nobili dal governo imperiale austriaco; le altre quattro, invece, ricevettero la conferma delle rispettive patenti di nobiltà con le Sovrane Risoluzioni datate 18 ottobre e 22 novembre 1817, 8 ottobre 1818 e 28 giugno 1819.

## Membri illustri
- Domenico Minio (XII secolo), ecclesiastico, fu vescovo di Equilio dal 1152;
- Stefano Minio († 1177 ca.), ecclesiastico, fu vescovo di Equilio dal 1174 alla sua morte;
- Lorenzo Minio (XV secolo), podestà di Capodistria dal 1436 al 1437;
- Luigi Minio (XVI secolo), podestà di Capodistria dal 1526 al 1527;
- Francesco Minio (XVI secolo), podestà di Capodistria dal 1575 al 1576;
- Scipione Minio (XVII secolo), podestà di Capodistria nel 1613;
- Domenico Minio (XVII secolo), ecclesiastico, fu vescovo di Caorle dal 1684 al 1698.

## Luoghi e architetture
- Palazzo Minio, a San Polo;
- Villa Minio Paluello, a Mira.